# Championnats du monde féminins de boxe amateur 2016
Navigation
Édition précédente Édition suivante
Les 9e championnats du monde de boxe amateur  féminins se sont déroulés du 13 au 27 mai 2016 à Astana au Kazakhstan.

## Résultats

### Podiums
| Catégorie de poids          | Or                        | Argent                     | Bronze                    |
| --------------------------- | ------------------------- | -------------------------- | ------------------------- |
| Poids mi-mouches (-48 kg)   | Nazym Kyzaibay (KAZ)      | Wang Yuyan (CHN)           | Marlen Esparza (USA)      |
| Poids mi-mouches (-48 kg)   | Nazym Kyzaibay (KAZ)      | Wang Yuyan (CHN)           | U Yong-gum (PRK)          |
| Poids mouches (-51 kg)      | Nicola Adams (GBR)        | Peamwilai Laopeam (THA)    | Zhaina Shekerbekova (KAZ) |
| Poids mouches (-51 kg)      | Nicola Adams (GBR)        | Peamwilai Laopeam (THA)    | Sarah Ourahmoune (FRA)    |
| Poids coqs (-54 kg)         | Dina Zholaman (KAZ)       | Stoyka Petrova (BUL)       | Christina Cruz (USA)      |
| Poids coqs (-54 kg)         | Dina Zholaman (KAZ)       | Stoyka Petrova (BUL)       | Liu Piaopiao (CHN)        |
| Poids plumes (-57 kg)       | Alessia Mesiano (ITA)     | Sonia Lather (IND)         | Denitsa Eliseeva (BUL)    |
| Poids plumes (-57 kg)       | Alessia Mesiano (ITA)     | Sonia Lather (IND)         | Aizhan Khojabekova (KAZ)  |
| Poids légers (-60 kg)       | Estelle Mossely (FRA)     | Anastasiia Beliakova (RUS) | Katie Taylor (IRL)        |
| Poids légers (-60 kg)       | Estelle Mossely (FRA)     | Anastasiia Beliakova (RUS) | Mira Potkonen (FIN)       |
| Poids super-légers (-64 kg) | Yang Wenlu (CHN)          | Kellie Harrington (IRL)    | Sara Kali (CAN)           |
| Poids super-légers (-64 kg) | Yang Wenlu (CHN)          | Kellie Harrington (IRL)    | Skye Nicolson (AUS)       |
| Poids welters (-69 kg)      | Valentina Khalzova (KAZ)  | Gu Hong (CHN)              | Elina Gustafsson (FIN)    |
| Poids welters (-69 kg)      | Valentina Khalzova (KAZ)  | Gu Hong (CHN)              | Nadine Apetz (GER)        |
| Poids moyens (-75 kg)       | Claressa Shields (USA)    | Nouchka Fontijn (NED)      | Chen Nien-chin (TPE)      |
| Poids moyens (-75 kg)       | Claressa Shields (USA)    | Nouchka Fontijn (NED)      | Savannah Marshall (GBR)   |
| Poids mi-lourds (-81 kg)    | Yang Xiaoli (CHN)         | Kaye Scott (AUS)           | Franchon Crews (USA)      |
| Poids mi-lourds (-81 kg)    | Yang Xiaoli (CHN)         | Kaye Scott (AUS)           | Elif Güneri (TUR)         |
| Poids lourds (+81 kg)       | Lazzat Kungeibayeva (KAZ) | Shadasia Green (USA)       | Şennur Demir (TUR)        |
| Poids lourds (+81 kg)       | Lazzat Kungeibayeva (KAZ) | Shadasia Green (USA)       | Wang Shijin (CHN)         |

### Tableau des médailles
| Rang  | Nation          | Or | Argent | Bronze | Total |
| ----- | --------------- | -- | ------ | ------ | ----- |
| 1     | Kazakhstan      | 4  | 0      | 2      | 6     |
| 2     | Chine           | 2  | 2      | 2      | 6     |
| 3     | États-Unis      | 1  | 1      | 3      | 5     |
| 4     | France          | 1  | 0      | 1      | 2     |
| 4     | Grande-Bretagne | 1  | 0      | 1      | 2     |
| 6     | Italie          | 1  | 0      | 0      | 1     |
| 7     | Australie       | 0  | 1      | 1      | 2     |
| 7     | Bulgarie        | 0  | 1      | 1      | 2     |
| 7     | Irlande         | 0  | 1      | 1      | 2     |
| 10    | Inde            | 0  | 1      | 0      | 1     |
| 10    | Pays-Bas        | 0  | 1      | 0      | 1     |
| 10    | Russie          | 0  | 1      | 0      | 1     |
| 10    | Thaïlande       | 0  | 1      | 0      | 1     |
| 14    | Finlande        | 0  | 0      | 2      | 2     |
| 14    | Turquie         | 0  | 0      | 2      | 2     |
| 16    | Canada          | 0  | 0      | 1      | 1     |
| 16    | Taipei chinois  | 0  | 0      | 1      | 1     |
| 16    | Allemagne       | 0  | 0      | 1      | 1     |
| 16    | Corée du Nord   | 0  | 0      | 1      | 1     |
| Total | Total           | 10 | 10     | 20     | 40    |